# Châteaufort (Alpes-de-Haute-Provence)
Châteaufort is een gemeente in het Franse departement Alpes-de-Haute-Provence (regio Provence-Alpes-Côte d'Azur) en telt 23 inwoners (2004). De plaats maakt deel uit van het arrondissement Forcalquier.

## Geografie
De oppervlakte van Châteaufort bedraagt 15,0 km², de bevolkingsdichtheid is dus 1,5 inwoners per km².

## Demografie
Onderstaande figuur toont het verloop van het inwonertal (bron: INSEE-tellingen).
Vanwege een beveiligingsprobleem met de MediaWiki Graph-software is het momenteel niet mogelijk deze grafiek weer te geven. Zodra de software is bijgewerkt zal de grafiek vanzelf weer zichtbaar worden.